# Benny Barnes (Footballspieler)
Benny Jewell Barnes (* 3. März 1951 in Lufkin, Texas, USA) ist ein ehemaliger US-amerikanischer American-Football-Spieler. Er spielte unter anderem als Cornerback in der National Football League (NFL) bei den Dallas Cowboys.

## Spielerlaufbahn

### Collegekarriere
Benny Barnes schloss sich nach dem Besuch der High School im Jahr 1969 dem Contra Costa College an und spielte dort auf der Position eines Linebackers College Football. Im folgenden Jahr wechselte er an die Stanford University und spielte dort für die Stanford Cardinals auf der Position eines Safety. In den Jahren 1971 und 1972 konnte er mit seiner Mannschaft das Rose-Bowl-Spiel gewinnen.

### Profikarriere
Im Jahr 1972 schloss sich Barnes den von Tom Landry trainierten Dallas Cowboys an. Zunächst erhielt er Spielzeit in den Special Teams der Cowboys und fungierte zeitweise als Mannschaftskapitän dieses Mannschaftsteils. Unter Führung von Quarterback Roger Staubach gewann Barnes im Jahr 1975 die NFC Meisterschaft. Einem 37:7-Sieg über die Los Angeles Rams im NFC Championship Game folgte allerdings eine 21:17-Niederlage gegen die von Chuck Noll betreuten Pittsburgh Steelers im Super Bowl X.
Ab der Saison 1976 konnte sich Barnes nach einer Verletzung von Mark Washington in der von Ernie Stautner betreuten Defense der Mannschaft als Starter auf der Position eines Cornerbacks durchsetzen. Im folgenden Spieljahr konnte Benny Barnes den Gewinn des Super Bowls feiern. Nach dem Gewinn der NFC Meisterschaft durch einen 23:6-Sieg über die Minnesota Vikings folgte ein 37:7-Sieg über die Denver Broncos im Super Bowl XII.
In der nachfolgenden Saison scheiterte Barnes nach dem erneuten Gewinn des NFC Titels im Super Bowl XIII mit 35:31 an den Pittsburgh Steelers. Der Ausgang des Spiels wurde durch eine vermeintliche Schiedsrichterfehlentscheidung geprägt. Im vierten Spielviertel warf der Quarterback der Steelers Terry Bradshaw einen Pass auf Wide Receiver Lynn Swann. Um an den Ball zu gelangen, lief dieser in den Rücken von Benny Barnes, wodurch beide Spieler zu Fall kamen. Zur Überraschung vieler Zuschauer entschieden die Schiedsrichter zugunsten von Swann, wodurch die Steelers in Ballbesitz blieben und letztendlich als Sieger den Platz verlassen konnten.
Im Jahr 1980 musste Barnes aufgrund einer Verletzung fünf Spiele pausieren. Nach dieser Saison ersetzte er Charlie Waters auf der Position eines Safety. Im Jahr 1983 wurde er durch die Dallas Cowboys entlassen und durch Bill Bates ersetzt. Sein Versuch im Jahre 1984 in der United States Football League Fuß zu fassen, scheiterte.

## Nach der Karriere
Benny Barnes betrieb nach seiner Laufbahn mehrere Schnellrestaurants.

## Quelle
- Jens Plassmann: NFL – American Football. Das Spiel, die Stars, die Stories (= Rororo 9445 rororo Sport). Rowohlt, Reinbek bei Hamburg 1995, ISBN 3-499-19445-7
- Cliff Harris, Charlie Waters: Tales from the Dallas Cowboys, 2003, ISBN 9781582613857